# جاكوب بست
جاكوب بست (بالألمانية: Jacob Best)‏ هو رائد أعمال ألماني، ولد في 1 مايو 1786 في لاندغريفية هسن دارمشتات، وتوفي في 26 فبراير 1861 في ميلواكي في الولايات المتحدة.